# Ellinaïta
La ellinaïta és un mineral de la classe dels òxids que pertany al supergrup de la marokita. Rep el nom en honor de la professora Ellina Sokol, especialista en mineralogia pirometamòrfica a l'Institut Sobolev de Geologia i Mineralogia de l'Acadèmia de Ciències de Rússia.

## Característiques
La ellinaïta és un òxid de fórmula química CaCr₂O₄. Va ser aprovada com a espècie vàlida per l'Associació Mineralògica Internacional l'any 2019, sent publicada per primera vegada el 2021. Cristal·litza en el sistema ortoròmbic. Es tracta de l'anàleg de crom de l'harmunita i la marokita, i l'anàleg de calci de la chenmingita i la xieïta. Químicament és similar a la cromatita.
Les mostres que van servir per a determinar l'espècie, el que es coneix com a material tipus, es troben conservades a les col·leccions del Museu Mineralògic Fersmann, de l'Acadèmia de Ciències de Rússia, a Moscou (Rússia), amb el número de registre: 5439/1, al Museu geològic de Sibèria Central, a Novosibirsk (Rússia), amb el número de catàleg: vii-102/1, i a l'Institut Vernadsky de Geoquímica i Química Analítica, amb el número de catàleg: 8/108.

## Formació i jaciments
Va ser descrita a partir de mostres recollides en tres localitats, una al Brasil: el riu Sorriso, a la localitat de Juína (Mato Grosso) i dues a Israel, concretament al Consell Regional de Tamar: Halamish wadi i Zohar wadi. A banda d'aquestes tres localitats, també ha estat descrita a les pedreres de marbre de Tulul al Hammam, a Jordània. Es troba en forma de grans subèdrics de fins a 30 µm, o recobrint cromita-magnesiocromita zonificada.